# Láb (testrész)

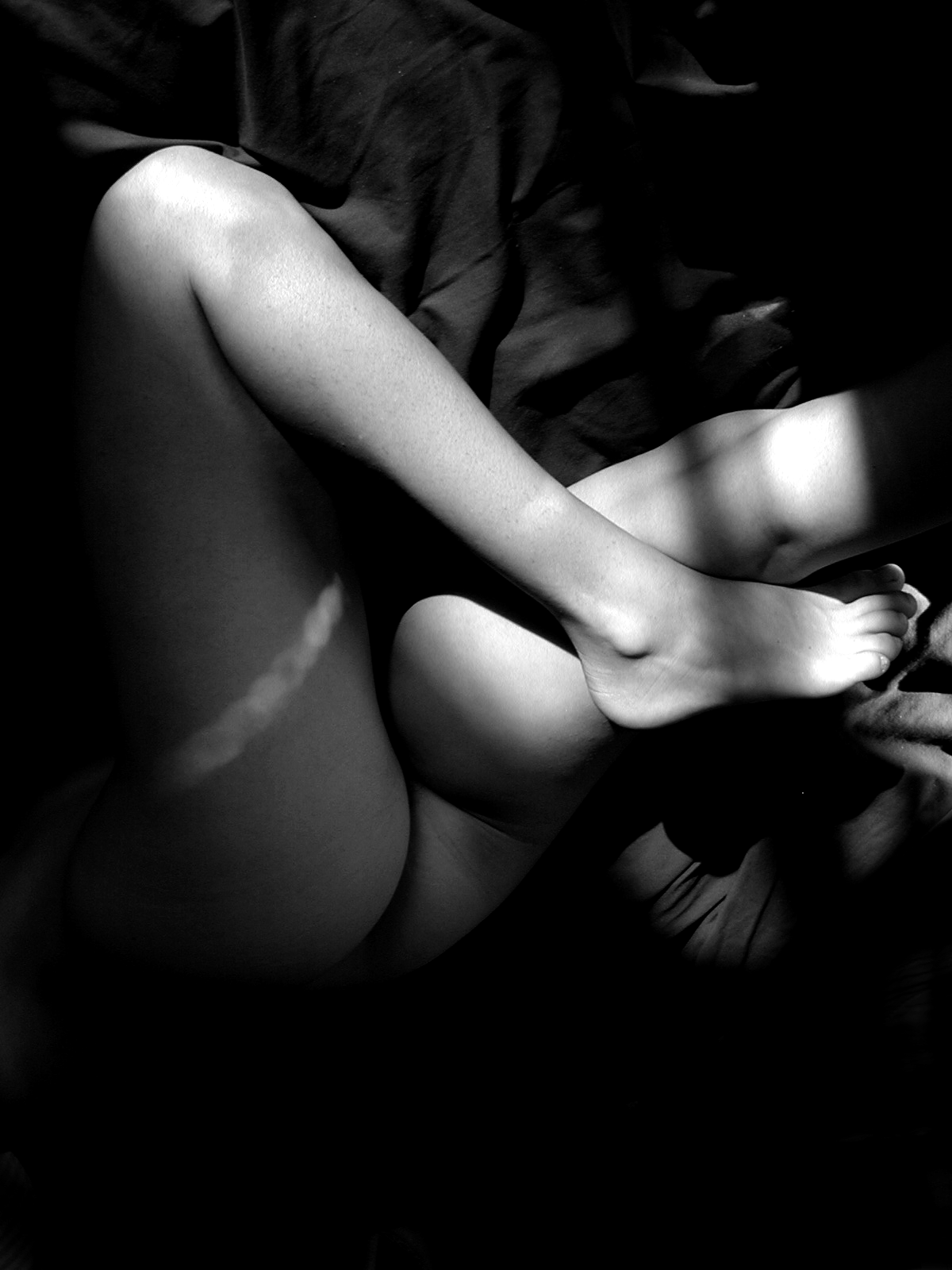
Fiatal nő lábai

A láb a köznyelvben az állatok egy részénél a szilárd aljzaton való helyváltoztatás szerve, melyet neveznek mozgásszervnek vagy végtagnak is. Orvosi (anatómiai) értelemben a láb az alsó végtagnak a bokaízületen túli része. melyet a köznyelvben lábfejnek neveznek. A járás szerveként nyelvtanilag lábnak nevezett végtagoknak (hátsó és elülső vagy mellső) az állatvilágban változatos formái alakultak ki. Tágabb értelemben a gerinctelenek lábtípusai (féregláb, ízelt láb stb.) is ide sorolhatók. A szárazföldi gerincesek főként járásra szolgáló lábai általában ötujjúak.
Szűkebb értelemben a láb az emlősállatok mellső és hátsó, és az ember hátsó végtagjának a bokától az ujjak hegyéig tartó szakasza. A köznyelvi láb megnevezése az anatómiában, az orvosi szaknyelvben emberek esetében alsó végtag.

## Az emberi láb
Az emberi alsó végtag három fő részből tevődik össze: a lábfej (anatómiailag a láb), a lábszár és a comb. Az emberi lábfej (pes) csontjai a lábtőcsontok (7 db), ugrócsont, sarokcsont, sajkacsont, három ékcsont, köbcsont, lábközépcsontok (5 db) és ujjperccsontok (14 db). Hosszanti és haránt irányú boltozatát a lábszárizmok és a talpi szalagok tartják. A boltozat növeli a láb teherbírását, rugóként tompítja a rázkódást, védi a talp ereit és idegeit. A boltozat hátsó támasztópontjára, a sarokcsontra nehezedik a test. Az emberi láb boltozatos szerkezete 4-5 éves korra alakul ki. A normál egészséges láb 3 ponton támaszkodik: 1-es és 5-ös lábközépcsont fejecse, sarokcsont gumója.
Az emberi lábfejnek két boltozata van:
- A harántboltozat a lábközépcsontok fejecsének ívében van. Legmagasabb pontja a 2-es lábközépcsont fejecse, a legalacsonyabb pontja az 5-ös lábközépcsont fejecse.
- A hosszanti boltozat a sarokcsont gumójától kiindulva az összes lábközépcsont fejecsei által határolt terület. Nagyjából háromszög alakú. Leghosszabb íve a 2-es ív, legmagasabb pontja kb. a sajkacsont, középső ékcsont vonala.

### Rendellenességek
A leggyakoribb lábrendellenesség a harántboltozat-süllyedés (lúdtalp), valamint ebből alakul ki még a bütyök, a kalapácsujj, a sarokcsonti tüske (sarkantyú), továbbá a hosszantiboltozat-süllyedés. Akinek van harántboltozat-süllyedése, biztosan van hosszantiboltozat-süllyedése is valamilyen mértékben.
Bütyök (hallux valgus): kialakulásának oka: a harántboltozat lesüllyed → a lábfej kiszélesedik → az izom egyensúly megbomlik → az izmok lefutásának iránya is megváltozik → az öregujj alap ízületében egy ficamszerű folyamat játszódik le → az 1-es lábközépcsont fejecse a középvonaltól kifelé, míg maga az öregujj a középvonal felé a többi lábujj fölé vagy alá fordul. A folyamatban a lábközépcsont fejecsén hagymahéjszerű csont felrakódás keletkezik a csontot borító hártya irritációja miatt. Majd később akár csonthártya gyulladás is kialakulhat, valamint az érintett bőr területén kezdetben bőrkeményedés később az egyre jobban "kikönyöklő" bütykön tyúkszem vagy akár kifekélyesedett elváltozás is kialakulhat. A láb fáradékony és fájdalmas a járás, az elő láb fáj, a cipő viselése nehézkes.
Kezelése: Mindenképpen talpbetét minél korábbi szakaszban, megfelelő cipő viselése. Szükség esetén, ha az egyéb belszervi állapota engedi akkor korrekciós műtét. Ellenkező esetben ortopédiai cipő használata.
Ortopédiai elváltozásokhoz tartozó bőrtünetek: Az elváltozás miatt fokozott mechanikai hatásnak van kitéve a bőr (nyomás, dörzsölés)
- a, Nagy felületű tartós nyomás, dörzsölés hatására alakul ki ⇒ lap szerinti kérgesedés = bőrkeményedés
- b, Egy ponton lévő tartós nyomás hatására alakul ki ⇒ csapszerű kérgesedés= tyúkszem

Veleszületett rendellenességként vagy sérülés következtében a láb csontjai, ízületei deformálódhatnak, ami járáshibákat, járásképtelenséget okozhat. Fejlődési rendellenesség a dongaláb, az "X" láb és az "O" láb.
Dongaláb: Tartási rendellenesség általában (pl. pici a méh a gyerek méretéhez képest; ikerterhességnél, ha sok gyerek van bent és kevés a hely, akkor nem tudnak mozogni; vagy túl mozgékony gyereknél a köldökzsinórba beletekeredik a lába, és később már nem tudja kihúzni):
- befelé fordult dongaláb
- kifelé fordult dongaláb
- sarok állású dongaláb
- lóláb állású dongaláb

50%-ban csak az egyik lábat, 50%-ban mind a két lábat érinti.

## Galéria
A galériában eredetileg a Gray Anatómiája könyvben található az emberi láb bemutatását szolgáló Henry Vandyke Carter által készített illusztrációk láthatók.
|  |  |  |